# Treblinka-Prozesse
Die Treblinka-Prozesse umfassen drei Strafprozesse gegen Mitglieder der Lagermannschaft des nationalsozialistischen Vernichtungslagers Treblinka. Die Verhandlungen fanden vor dem Schwurgericht in Frankfurt am Main in den Jahren 1950–1951 (1. Treblinka-Prozess) und vor dem Landgericht Düsseldorf 1964–1965 (2. Treblinka-Prozess) sowie 1969–1970 (3. Treblinka-Prozess) statt.
Die Treblinka-Prozesse umfassen, ebenso wie der  Belzec-Prozess und der Sobibor-Prozess, als Tatkomplex die Massenvernichtungsverbrechen im Rahmen der Aktion Reinhardt – der Tötung von über zwei Millionen Juden und 50.000 Roma und Sinti. Diese Prozesse stehen in unmittelbarem Zusammenhang mit den Massenmorden an 100.000 Behinderten im Rahmen der Aktion T4, da viele Wachleute vor ihrer Tätigkeit in den Vernichtungslagern in diesbezüglichen Tötungsanstalten arbeiteten. Die ersten Euthanasie-Prozesse wurden bereits kurz nach Kriegsende durchgeführt.

## Erster Treblinka-Prozess gegen Josef Hirtreiter

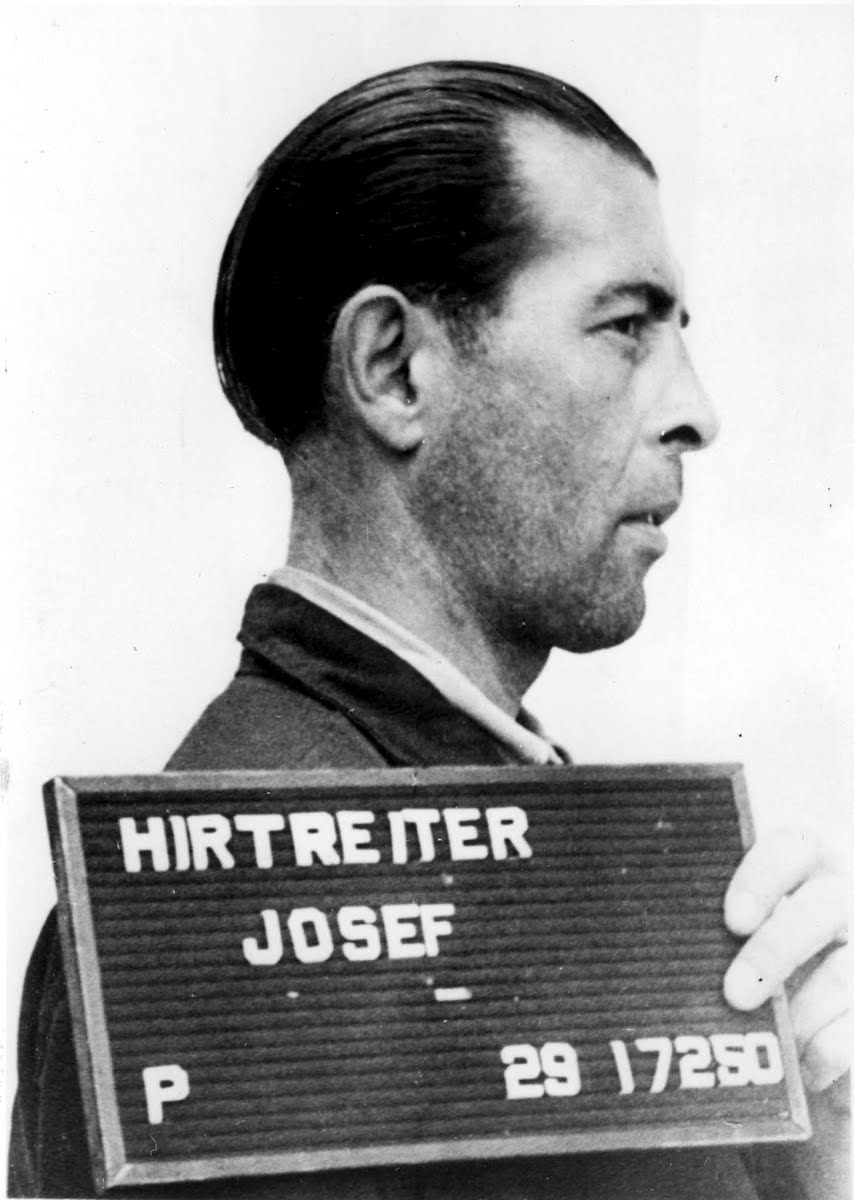
Josef Hirtreiter, 1946

Josef Hirtreiter wurde 1946 aufgrund des Ermittlungsverfahrens bezüglich der Tötung Behinderter in der Euthanasie-Anstalt Hadamar festgenommen. Obwohl Hirtreiter wegen seines Einsatzes in Hadamar keine Straftaten nachgewiesen werden konnten, gab dieser doch zu, im Lager „Malkinia“ tätig gewesen zu sein, wo auch Juden in der Gaskammer getötet worden seien. Infolge der Ermittlungen stellte sich heraus, dass Hirtreiter tatsächlich im Vernichtungslager Treblinka eingesetzt war. Hirtreiter wurde am 3. März 1951 vom Schwurgericht Frankfurt am Main zu lebenslangem Zuchthaus verurteilt.
| Angeklagter      | Funktion                                                  | Straftat                                                                                    | Urteil     |
| ---------------- | --------------------------------------------------------- | ------------------------------------------------------------------------------------------- | ---------- |
| Josef Hirtreiter | Überwachung der Entkleidung der Opfer vor deren Vergasung | Teilnahme an Massentötungen von Juden, Mord an mindestens 10 Personen, darunter Kleinkinder | lebenslang |

## Zweiter Treblinka-Prozess gegen Kurt Franz und andere
Der vom Staatsanwalt Alfred Spieß ins Rollen gebrachte Prozess gegen 10 Angeklagte fand vom 12. Oktober 1964 bis 3. September 1965 vor dem Landgericht in Düsseldorf statt. Der 11. Angeklagte, Kurt Küttner, starb vor Prozessbeginn. Mehr als 100 Zeugen wurden gehört, z. T. sogar in den Vereinigten Staaten und Israel. Insgesamt wurden neun Freiheitsstrafen verhängt, davon vier lebenslange. Ein Angeklagter wurde freigesprochen. Eine von acht Verurteilten eingelegte Revision beim Bundesgerichtshof erbrachte am 30. Juni 1970 die Bestätigung der bereits gefällten Urteile.

### Die Urteile und Straftaten im Einzelnen
| Angeklagter       | Funktion | Straftat | Urteil                            |
| ----------------- | --- | --- | --------------------------------- |
| Kurt Franz        | Lagerkommandant | gemeinschaftlicher Mord an mindestens 300.000 Personen, Mord in 35 Fällen an mindestens 139 Personen, versuchter Mord | lebenslang                        |
| Heinrich Matthes  | Lagerführer des oberen Lagers („Totenlager“), Überwachung und Leitung des Vergasungsvorganges                                                                      | gemeinschaftlicher Mord an mindestens 100.000 Personen, Mord in 4 Fällen an mindestens 8 Personen                     | lebenslang                        |
| August Miete      | Einsatzort im unteren Lager, Überwachung der ankommenden Transporte und Weiterleitung in die Gaskammer, Dienst im Lazarett – Der „Todesengel“                      | gemeinschaftlicher Mord an mindestens 300.000 Personen, Mord in 8 Fällen an mindestens 9 Personen                     | lebenslang                        |
| Willi Mentz       | zunächst im „Leichenkommando“ im oberen Lager tätig, dann „Landwirtschaftskommando“ unteres Lager, Dienst im Lazarett                                              | gemeinschaftlicher Mord an mindestens 300.000 Personen, Beihilfe zum Mord an mindestens 25 Personen                   | lebenslang                        |
| Gustav Münzberger | Einsatzort im unteren Lager, Überwachung der ankommenden Transporte und Weiterleitung in die Gaskammer, später oberes Lager und Leitung „Leichentransportkommando“ | Beihilfe zum gemeinschaftlichen Mord an mindestens 300.000 Personen                                                   | 12 Jahre Zuchthaus                |
| Otto Stadie       | Verwaltungsleiter des Lagers für deutsches und ukrainisches Wachpersonal                                                                                           | Beihilfe zum gemeinschaftlichen Mord an mindestens 300.000 Personen und Beihilfe zum Mord                             | 7 Jahre Zuchthaus                 |
| Franz Suchomel    | Abfertigung der ankommenden Transporte, Konfiszierung und Erfassung der Wertsachen                                                                                 | Beihilfe zum gemeinschaftlichen Mord an mindestens 300.000 Personen                                                   | 6 Jahre Zuchthaus                 |
| Erwin Lambert     | Bauleiter der „Dienststelle T4“, baute später die neue Gaskammer mit                                                                                               | Beihilfe zum gemeinschaftlichen Mord an mindestens 300.000 Personen                                                   | 4 Jahre Zuchthaus                 |
| Albert Rum        | Einsatzort zunächst unteres Lager, Abfertigung der ankommenden Transporte, später im oberen Lager „Leichentransportkommando“                                       | Beihilfe zum gemeinschaftlichen Mord an mindestens 100.000 Personen                                                   | 3 Jahre Zuchthaus                 |
| Otto Horn         | Einsatzort oberes Lager „Grubenkommando“, d. h. Vergraben und später Verbrennen der Leichen                                                                        | | Freispruch wegen Putativnotstands |

## Dritter Treblinka-Prozess gegen Franz Stangl
Der 1967 festgenommene Stangl wurde am 22. Dezember 1970 vom Landgericht Düsseldorf zu lebenslanger Haft verurteilt. Stangl, der gegen das Urteil vor dem Bundesgerichtshof Revision einlegte, starb am 28. Juni 1971 in Haft, bevor das Urteil Rechtskraft erlangte.
| Angeklagter  | Funktion        | Straftat                                               | Urteil     |
| ------------ | --------------- | ------------------------------------------------------ | ---------- |
| Franz Stangl | Lagerkommandant | gemeinschaftlicher Mord an mindestens 400.000 Personen | lebenslang |